# Cibunian
Cibunian is een bestuurslaag in het regentschap Bogor van de provincie West-Java, Indonesië. Cibunian telt 10.773 inwoners (volkstelling 2010).